# 同位角

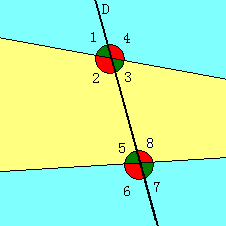
如图，处在不同颜色区域中的两个红色的角是一对同位角，两个绿色的角也是。

在几何学中，同位角是两个角之间的一种位置关系。当一条直线与另外两条直线相交时，分别与每条直线形成四个角。如果直线D与其中一条直线所成的某一个角与直线D与另外一条直线所成的一个角位置相同，那么这两个角就互为同位角，或者说其中一个是另一个的同位角
右图中，直线D与两条直线相交，与上方直线形成1至4号角，与下方直线形成5至8号角。这时红色角：{\displaystyle \angle 2} 和{\displaystyle \angle 6} 都在左下方的位置，因此互为同位角。同样的，红色角{\displaystyle \angle 4} 和{\displaystyle \angle 8} 都在右上方的位置，所以也互为同位角。类似地，绿色的四个角中：{\displaystyle \angle 1} 和{\displaystyle \angle 5} 互为同位角；{\displaystyle \angle 3} 和{\displaystyle \angle 7} 互为同位角。

## 性质
若被直线D所截的两条直线互相平行，那么相应的同位角度数相等。反之，若两条直线被直线D所截得到的同位角度数相等，那么这两条直线互相平行。